# Maria Callas
Maria Callas, właśc. Sophie Cecelia Kalos, Maria Meneghini Callas (ur. 2 grudnia 1923 w Nowym Jorku, zm. 16 września 1977 w Paryżu) – grecka śpiewaczka operowa (sopran) o międzynarodowej sławie.
Nazywana była „primadonną stulecia”, primadonna assoluta i La Divina („Boska”). Była primadonną La Scali w Mediolanie (najczęstsze występy w latach 1951–1958) i Metropolitan Opera w Nowym Jorku.
Była obdarzona sopranem dramatycznym (soprano drammatico d’agilità) ze zdolnością do wykonywania partii koloraturowych.

## Życiorys

### Dzieciństwo

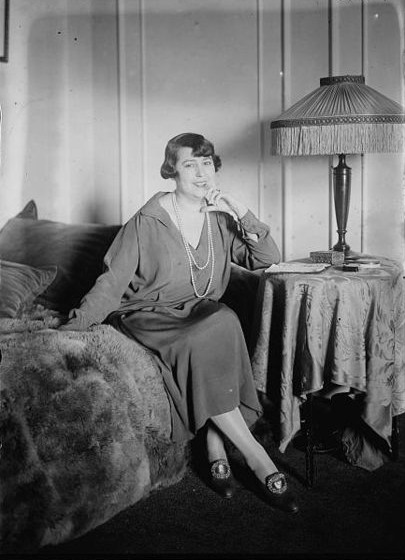
Elvira de Hidalgo, nauczycielka Callas

Rodzice Callas – farmaceuta Georges Kalogeropulos i Ewangelia Dimitriadu – pobrali się w 1916 w Atenach. W Grecji urodziło się dwoje ich dzieci: córka Jakinti (Υακίνθη, 1917-2004) i syn Wasilis (1919–1922). W 1923 Kalogeropulosowie wyemigrowali do Nowego Jorku, gdzie po czterech miesiącach od przyjazdu urodziła się ich druga córka. Na chrzcie w prawosławnej katedrze na Manhattanie nadano jej imiona Maria Anna Cecilia Sofia. Ze względów praktycznych Kalogeropulos zmienił nazwisko na Kalos, a później na Callas. Pod tym nazwiskiem znana była później Maria, choć w czasie pobytu w Grecji posługiwała się nazwiskiem Kalogeropulos.
Od wczesnego dzieciństwa Marii matka starała się rozwijać jej zdolności śpiewacze, zapewniając jej prywatne lekcje. W 1934 zgłosiła córkę do programu radiowego Major Bowes Amateur Hour, w którym Maria zdobyła drugą nagrodę za wykonanie dwóch popularnych melodii: La Palomy i The heart that’s free. W tym samym programie w 1935 Callas, występująca pod pseudonimem Nina Foresti, zaśpiewała arię Un bel di vedremo z Madame Butterfly Pucciniego.

### Ateny (1937–1945)

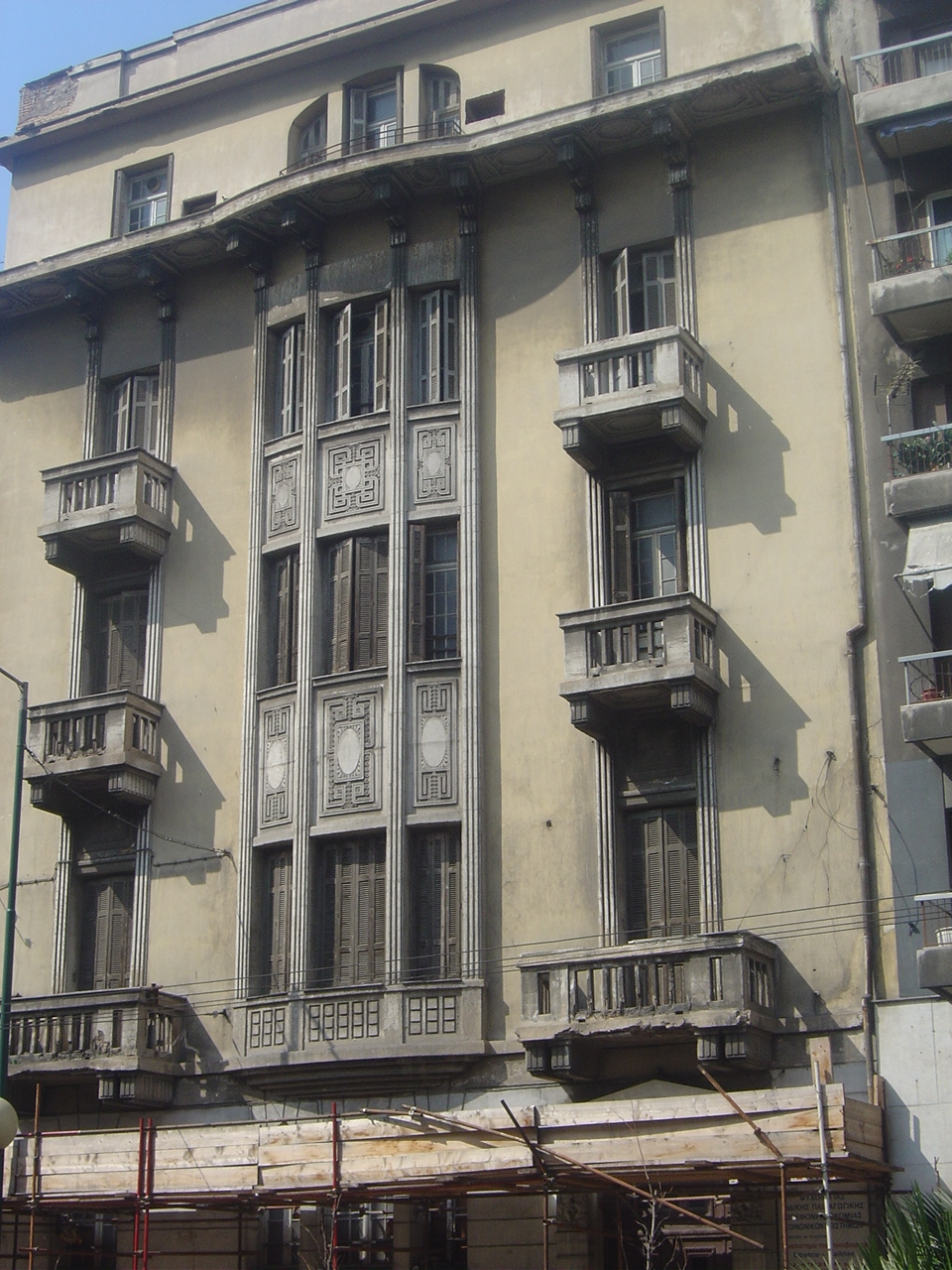
Kamienica w Atenach, w której Callas mieszkała z rodzicami w latach 1937–1945

W 1937 Ewangelia wróciła z córkami do Grecji, a Georges pozostał w Ameryce i wspierał rodzinę finansowo. Maria została przyjęta do Konserwatorium Narodowego w Atenach, gdzie jej nauczycielką była Maria Trivelli. W 1938 wystąpiła w dorocznym koncercie studenckim i jako zaledwie 15-latka zdobyła pierwszą nagrodę.
W kwietniu 1939 wystąpiła po raz pierwszy w pełnej partii operowej w studenckim przedstawieniu Rycerskości wieśniaczej Mascagniego, kreując wiodącą partię Santuzzy. Występ młodziutkiej śpiewaczki tak się spodobał, że na życzenie publiczności powtórzono spektakl dwukrotnie. Od września 1939 uczyła się w Konserwatorium Ateńskim pod kierunkiem Elviry de Hidalgo, znakomitej hiszpańskiej śpiewaczki i nauczycielki. W czerwcu 1940 z powodzeniem wystąpiła w partii tytułowej w studenckim przedstawieniu Siostry Angeliki Pucciniego.
W lutym 1941 wystąpiła po raz pierwszy na profesjonalnej scenie, śpiewając w Operze Ateńskiej drugoplanową partię Beatrycze w operetce Boccaccio von Suppégo. Zarówno krytyka, jak publiczność przyjęły występ bardzo dobrze. W sierpniu 1941, na tej samej scenie, zaśpiewała po raz pierwszy partię tytułową w Tosce, odnosząc sukces i w wieku 17 lat stając się jedną z czołowych śpiewaczek greckich. W latach 1942–1943 występowała w koncertach z bardzo zróżnicowanym repertuarem arii i pieśni oraz kilkakrotnie w Tosce. W 1944 wystąpiła w partii Marty w greckiej premierze Nizin d’Alberta, jako Santuzza w Rycerskości wieśniaczej, Smaragda w Budowniczym ((gr.) Ο Πρωτομάστορας) Kalomirisa i Leonora w Fideliu Beethovena. We wrześniu 1945 zaśpiewała partię Laury w Studencie żebraku Millöckera, po czym – wobec nieodnowienia kontraktu w Operze Ateńskiej – zdecydowała się na powrót do Nowego Jorku.

### Nowy Jork (1945–1947)
Po powrocie do Nowego Jorku wystarała się o przesłuchanie u dyrektora Metropolitan Opera. Zaproponowano jej występy w dwóch partiach: Leonory w Fideliu (w angielskiej wersji językowej) i Cio-cio-san w Madame Butterfly Pucciniego. Obie propozycje odrzuciła, pierwszą ze względu na język wykonania, drugą – ze względu na swoją tuszę (była wówczas zbyt tęga na delikatną młodziutką bohaterkę opery). Kolejne przesłuchanie – dla Opery w San Francisco – zakończyło się odmową angażu. Niepowodzeniem zakończyły się także przygotowania do wystawienia w 1947 w Chicago Turandot Pucciniego z Callas w partii tytułowej. Wiosną 1947 Callas zdobyła kontrakt na cztery przedstawienia Giocondy Ponchiellego otwierające sezon w Arena di Verona i w czerwcu udała się w podróż do Włoch.

### Wielka kariera
3 sierpnia 1947 zadebiutowała we Włoszech występem w Arena di Verona w partii Giocondy, pod batutą jednego z największych dyrygentów operowych XX w., Tullio Serafina. Publiczność i krytyka przyjęły artystkę entuzjastycznie. W grudniu 1947 z powodzeniem wystąpiła w weneckim Teatro La Fenice jako Izolda w Tristanie i Izoldzie Wagnera, w styczniu 1948, w tym samym teatrze – jako Turandot, również odnosząc sukces. Partię tę zaśpiewała na kolejnych scenach, wystąpiła również jako Leonora w Mocy przeznaczenia Verdiego i Aida w Aidzie Verdiego. 30 listopada 1948 po raz pierwszy w swej karierze zaśpiewała we florenckim Teatro Comunale partię Normy w Normie Belliniego, która stała się jedną z najważniejszych ról w jej repertuarze.
W styczniu 1949 wystąpiła w La Fenice jako Brunhilda w Walkirii Wagnera. W tym samym czasie, przyjmując zastępstwo za chorą Margheritę Carosio, wykonała partię Elwiry w Purytanach Belliniego. Występ ten stał się legendą opery. Callas nauczyła się roli w ciągu dziewięciu dni, występując w tym czasie w Walkirii; próba generalna Purytanów odbyła się w dniu spektaklu dramatu Wagnera. W tym samym czasie śpiewaczka wykonywała dwie partie wymagające skrajnie różniących się dyspozycji: ciężką wagnerowską Brunhildę i subtelną koloraturową Elwirę. Kolejnym sukcesem był występ w partii Kundry w Parsifalu Wagnera wystawianym w Operze Rzymskiej.
21 kwietnia 1949 poślubiła bogatego włoskiego przemysłowca Giovanniego Battistę Meneghiniego, z którym związana była od przyjazdu do Włoch. Przez cały czas ich związku i małżeństwa Meneghini pełnił także rolę agenta żony, rezygnując z prowadzenia własnych interesów.
Latem 1949 występowała w Teatro Colón w Buenos Aires w partiach Turandot, Normy i Aidy. W grudniu 1949 odniosła sukces jako Abigail w Nabucco Verdiego w neapolitańskim Teatro di San Carlo. W lutym 1950 z wielkim powodzeniem śpiewała Normę w Rzymie. 21 kwietnia 1950 debiutowała w La Scali partią Aidy, zyskując przychylność za stworzenie przekonywającej psychologicznie postaci, lecz wzbudzając krytykę barwą głosu. Latem po raz pierwszy wystąpiła w Meksyku, z powodzeniem grając w Normie, Aidzie, Tosce i Trubadurze Verdiego (debiut w partii Leonory). Meksykański występ w partii Aidy zasłynął finałem II aktu, w którym Callas w scenie zbiorowej zaśpiewała trzykreślne „es”, wzbudzając entuzjazm tamtejszej publiczności, szczególnie ceniącej u śpiewaków wysokie dźwięki.

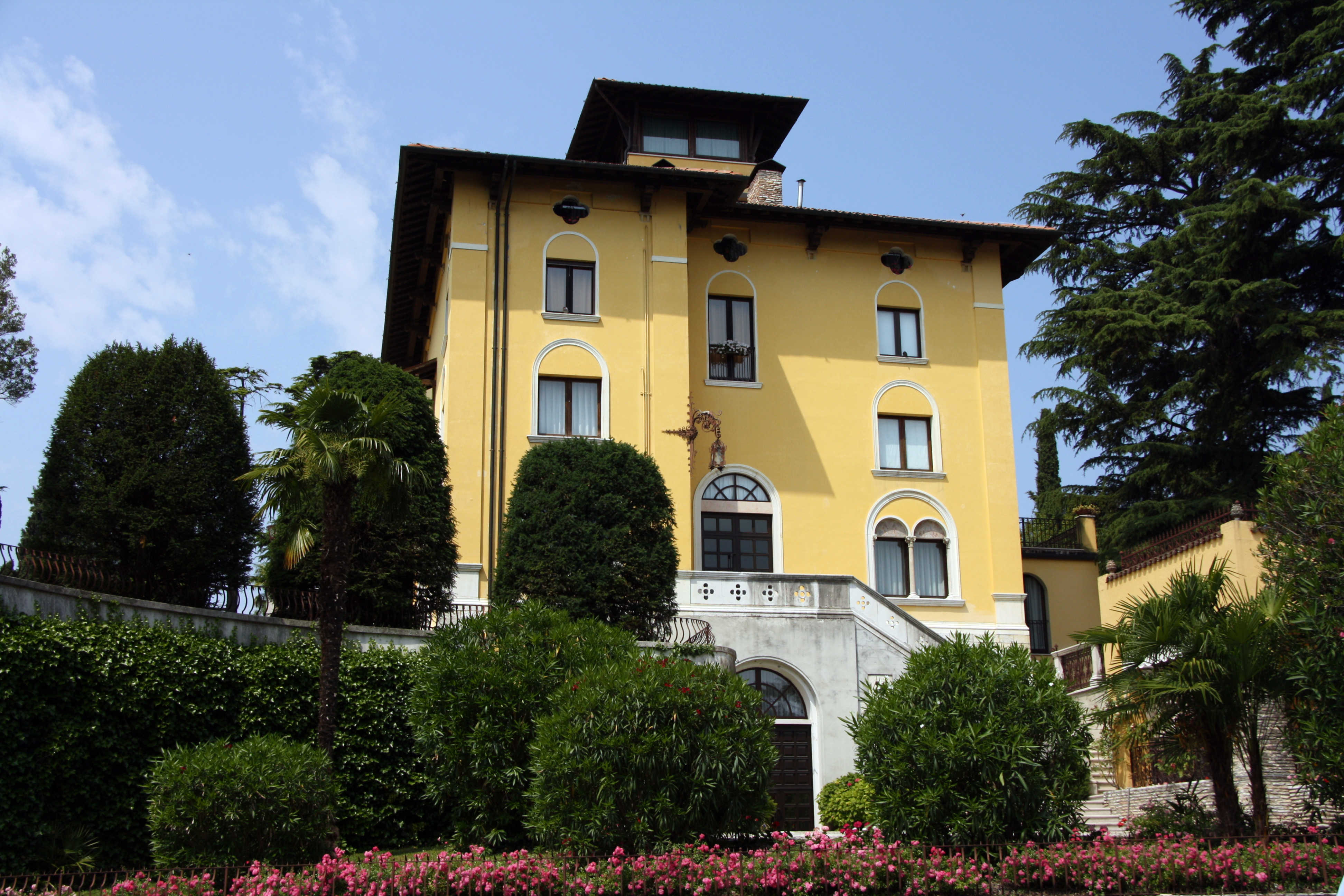
Willa w Sirmione, w której Maria Callas mieszkała w latach 1950–1959 z Giovannim Battistą Meneghinim

Jesienią 1950 Callas wystąpiła po raz pierwszy w partii komicznej, jako Fiorilla w Turku we Włoszech Rossiniego, odnosząc kolejny sukces. W styczniu 1951 występując we Florencji włączyła do repertuaru jedną z najważniejszych partii swojej kariery – Violettę w Traviacie Verdiego. Latem wystąpiła tamże z powodzeniem jako Elena w Nieszporach sycylijskich Verdiego i jako Eurydyka w prapremierze teatralnej Orfeusza i Eurydyki Haydna. Latem 1951 ponownie występowała w Meksyku jako Aida i Violetta oraz w São Paulo jako Norma, Violetta i Tosca.
Rosnąca sława Callas i interwencja Arturo Toscaniniego, który zamierzał obsadzić ją jako Lady Makbet w Makbecie Verdiego, zmusiły wreszcie niechętnego jej dyrektora La Scali Antonia Ghiringhellego do zaproponowania śpiewaczce kontraktu. Na otwarcie sezonu 1951–1952 wystąpiła w Nieszporach sycylijskich, następnie w Normie i w jedynej w swojej karierze partii mozartowskiej jako Konstancja w Uprowadzeniu z seraju. Pierwszy sezon w La Scali był wielkim sukcesem śpiewaczki i ugruntował jej pozycję jako jednej z największych gwiazd ówczesnej sceny operowej.
W 1952 wystąpiła z powodzeniem na festiwalu Maggio Musicale Fiorentino w tytułowej partii w Armidzie Rossiniego. Latem po raz trzeci występowała w Meksyku – jako Elwira w Purytanach, Violetta w Traviacie, Tosca i, po raz pierwszy, Łucja w Łucji z Lammermooru Donizettiego oraz Gilda w Rigoletcie Verdiego. We wszystkich operach towarzyszył jej Giuseppe Di Stefano, z którym wystąpiła w poprzednim sezonie w jednym spektaklu Traviaty. Di Stefano stał się najważniejszym partnerem scenicznym Callas i w większości nagrań, których dokonała. Jesienią Callas zadebiutowała w Covent Garden Theatre w Normie.
W kolejnym sezonie w La Scali wystąpiła jako Lady Makbet w Makbecie Verdiego, tworząc jedną z najznakomitszych kreacji w swojej karierze, w Giocondzie i Trubadurze. Wiosną 1953 we Florencji po raz pierwszy kreowała kolejną swoją koronną partię – Medeę w Medei Cherubiniego; w tej samej partii z powodzeniem wystąpiła na przełomie 1953 i 1954 w La Scali, a wiosną 1954 wystąpiła tam pierwszy raz jako Elżbieta w Don Carlosie Verdiego i Alcesta w Alceście Glucka. Sensacją stały się jej występy na tej samej scenie w Łucji z Lammermooru. Latem 1954 wystąpiła w partii Małgorzaty w Mefistofelesie Boito.
W latach 1953–1954 przeszła wielką metamorfozę zewnętrzną – pozbyła się nadwagi.
Jesienią 1954 z powodzeniem wystąpiła w Lyric Theater w Chicago, otwierając sezon Normą, Traviatą i Łucją z Lammermooru. Otwierała również sezon w La Scali, śpiewając po raz pierwszy partię Julii w Westalce Spontiniego. W tym samym sezonie występowała w La Scali, również po raz pierwszy w karierze, w partiach Magdaleny w operze Andrea Chénier Giordana i Aminy w Lunatyczce Belliniego. Jesienią 1955 ponownie pojawiła się w Chicago, tym razem w Purytanach, Trubadurze i nowej partii – Cio-cio-san w Madame Butterfly Pucciniego i otworzyła sezon w La Scali Normą. W 1956 w La Scali Luchino Visconti wyreżyserował nową inscenizację Traviaty z Callas. Doskonale przyjęte przedstawienie zapoczątkowało współpracę śpiewaczki z reżyserem, której efektem były w następnych latach inscenizacje Lunatyczki (La Scala, 1957), Anny Boleyn Donizettiego (La Scala, 1957), Ifigenii na Taurydzie Glucka (La Scala, 1957), Łucji z Lammermooru (Dallas, 1959), Toski (Covent Garden, 1964) i Normy (Paryż, 1964).
W 1956 wystąpiła w La Scali także jako Rozyna w Cyruliku sewilskim Rossiniego i Fedora w Fedorze Giordana. Jesienią tego roku debiutowała w Metropolitan Opera partią Normy, w tym samym sezonie śpiewała na tej scenie również w Tosce i Łucji z Lammermooru odnosząc sukces. W 1957 śpiewała po raz pierwszy partie Anny w Annie Boleyn i Ifigenii w Ifigenii na Taurydzie, a pod koniec roku otworzyła sezon w La Scali nową w jej repertuarze partią Amelii w Balu maskowym Verdiego. W 1958 ponownie występowała w Metropolitan Opera, a w La Scali zaśpiewała po raz pierwszy partię Imogeny w Piracie Belliniego. Konflikt z dyrektorem La Scali Ghiringhellim spowodował, że nie podpisano kontraktu na kolejny sezon; na skutek sporów repertuarowych nie doszło również do jej planowanych występów w Metropolitan Opera w sezonie 1959–1960. W 1960 wystąpiła w Grecji, śpiewając partie Normy i Medei w antycznym teatrze w Epidaurosie. Powróciła także na scenę La Scali w ostatniej nowej partii w karierze – jako Paulina w operze Donizettiego Poliuto.
Zbyt intensywna aktywność zawodowa oraz problemy w życiu osobistym Callas sprawiły, że na przełomie lat 50. i 60. zaczęły występować u niej problemy z głosem, które z czasem zaczęły się nasilać. W tym czasie nawiązała romans z Arystotelesem Onasisem, czego skutkiem było orzeczenie separacji z Meneghinim (ostatecznie małżeństwo to zakończyło się unieważnieniem w 1966). Znacznie ograniczyła swoją aktywność zawodową, występując tylko kilkanaście razy w roku. W tym okresie pogorszyła się jakość jej występów, przez co była wygwizdywana przez publiczność, krytykował ją również Onasis, nazywając „zaledwie piosenkarką z klubu nocnego”. W 1964 po raz pierwszy pojawiła się na scenie Opery Paryskiej – jako Norma. W 1965 na tej samej scenie wykonała partię Toski, w której wystąpiła także w Metropolitan Opera. 5 czerwca 1965 wystąpiła po raz ostatni na scenie, śpiewając Toskę w Covent Garden.

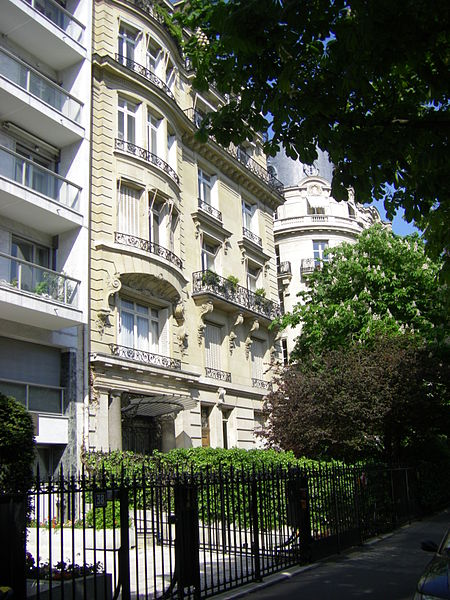
Dom w Paryżu, w którym Maria Callas zmarła 16 września 1977

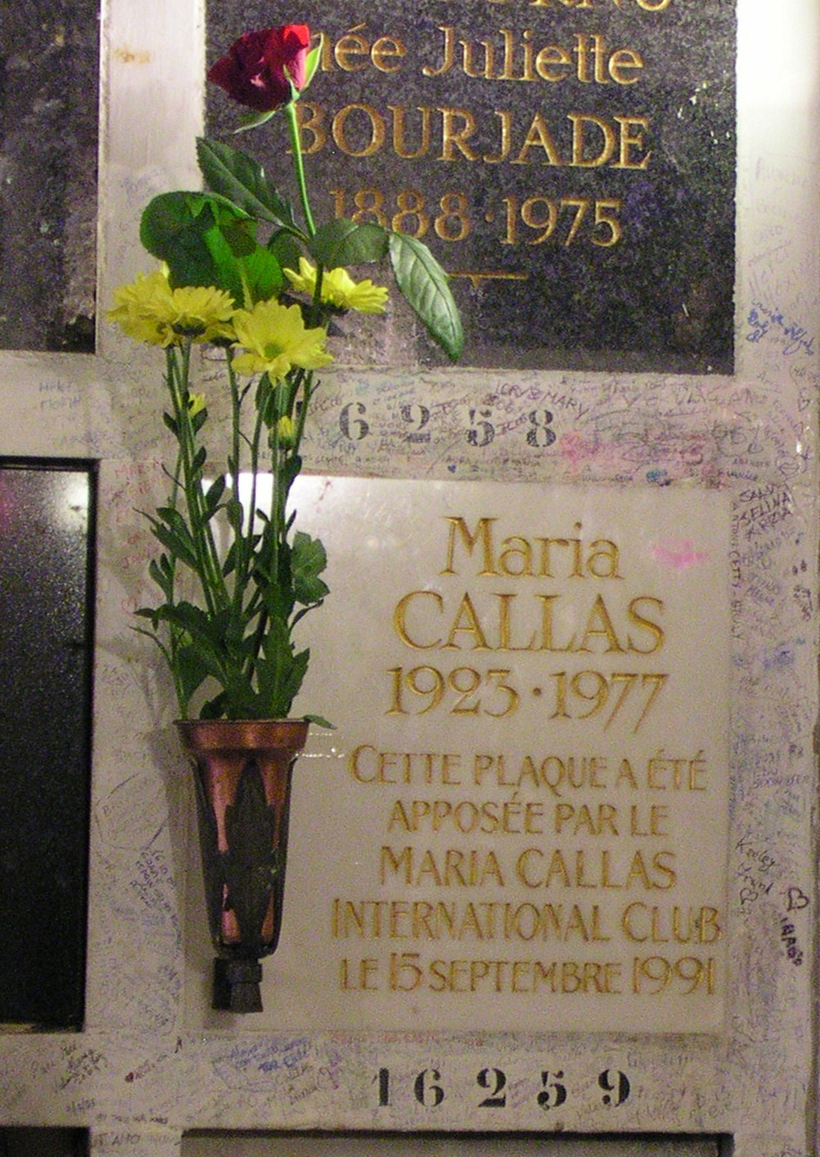
Tablica na nagrobku urnowym Marii Callas na cmentarzu Père-Lachaise

### Ostatnie lata
Kilkukrotnie planowała powrót na scenę, zamiary te jednak z różnych powodów się nie powiodły. Nie doszło także do realizacji filmowej wersji Toski, do produkcji której przystąpiono w 1965. W 1966, mając 43 lata, na życzenie Onassisa usunęła ciążę. Mimo to w 1968 ich związek się rozpadł, a Onassis porzucił Callas dla Jacqueline Kennedy, wcześniej wielokrotnie publicznie poniżając śpiewaczkę.
Triumfem Callas jako aktorki dramatycznej była tytułowa rola w filmie Medea Piera Paola Pasoliniego z 1969 według tragedii Eurypidesa. W 1973 i 1974 wystąpiła w recitalach z Giuseppe Di Stefano w Niemczech, Hiszpanii, Francji, Holandii, Włoszech, Stanach Zjednoczonych, Kanadzie, Korei Południowej i Japonii. Ostatni jej występ miał miejsce w Sapporo 11 listopada 1974.
Próbowała sił jako reżyserka, wystawiając w La Scali operę Giuseppe Verdiego Nieszpory sycylijskie (1973). Inscenizacja wzbudziła jednak kontrowersje, zarzucano jej statyczność . W latach 1971–1972 prowadziła w nowojorskiej Juilliard School of Music kursy mistrzowskie.
Zmarła nagle na zawał serca w swym paryskim mieszkaniu, 16 września 1977. Jej skremowane prochy złożono na paryskim Cmentarzu Père-Lachaise; skradzione, a następnie odzyskane, zostały – zgodnie z jej życzeniem – rozsypane nad Morzem Egejskim.

## Występy estradowe i nagrania
Przez całą karierę często występowała na estradzie, dając recitale złożone z arii pochodzących z oper należących do jej repertuaru oraz spoza niego. Podczas występów chętnie łączyła utwory kontrastujące stylistycznie i technicznie, śpiewając w czasie jednego wieczoru muzykę wymagającą głosu dramatycznego (Izolda, Medea, Abigail, Lady Makbet, Leonora, Toska), partie liryczne (Mimi, Manon) i koloraturowe (Dinorah, Lakmé, Rozyna, Amina); w latach 60. włączyła do takich występów również partie mezzosopranowe (Carmen, Eboli).
Pierwszego nagrania płytowego dokonała w 1949, wykonując sceny z Purytanów, Normy oraz Tristana i Izoldy. W latach 1954–1969 nagrała kilkanaście płyt recitalowych dla wytwórni EMI. Jednym z największych osiągnięć w tej dziedzinie były „Sceny obłędu” z 1958, płyta zawierająca sceny z Anny Boleyn, Pirata i Hamleta Ambroise Thomasa. Nagrała również w studiu całe opery: Giocondę (dwukrotnie), Łucję z Lammermooru (dwukrotnie), Purytanów, Rycerskość wieśniaczą, Toskę (dwukrotnie), Traviatę, Normę (dwukrotnie), Pajace Ruggera Leoncavalla, Moc przeznaczenia, Turka we Włoszech, Madame Butterfly, Aidę, Rigoletta, Trubadura, Cyganerię Pucciniego, Bal maskowy, Cyrulika sewilskiego, Lunatyczkę, Turandot, Manon Lescaut Pucciniego, Medeę i Carmen.
Zachowały się liczne pirackie nagrania występów Callas, w tym kilkadziesiąt pełnych wykonań oper z jej udziałem. Nagrania te najlepiej dokumentują kunszt artystki, której żywiołem była scena.

## Znaczenie
Callas była ceniona za umiejętność tworzenia na scenie operowej wielkich kreacji dramatycznych. W opinii krytyków, od strony aktorskiej „żadna ze śpiewaczek nie mogła się z nią równać”. Podziw budziła też niezwykła rozpiętość jej repertuaru, obejmującego partie od wagnerowskich do koloraturowych i bohaterki od silnych postaci tragicznych do dziewcząt. Największe sukcesy odnosiła w wielkich partiach przeznaczonych dla sopranu dramatycznego (Medea, Lady Makbet, Norma, Toska) i belkantowych rolach wymagających znakomitej techniki (Łucja, Amina w Lunatyczce, Elwira w Purytanach, Anna Boleyn, Imogena w Piracie). Sięgała po utwory zapomniane i rzadko wystawiane (Orfeusz i Eurydyka Haydna, Westalka Spontiniego, Pirat Belliniego, opery Glucka) i z powodzeniem przywróciła je scenie.
Nagranie Toski pod dyrekcją Victora de Sabaty z Callas w partii tytułowej (EMI, 1953) zostało w 1987 umieszczone w Grammy Hall of Fame. W 2007 Callas została uhonorowana pośmiertnie nagrodą Grammy za całokształt osiągnięć.

## Kontrowersje
Callas była bohaterką licznych skandali, w wielu przypadkach rozdmuchiwanych przez prasę i wrogów artystki. Kontrowersje wzbudzało jej zachowanie, oceniane jako manieryczne, publicznie toczone spory z Renatą Tebaldi oraz romans z Onasisem. 2 stycznia 1958 wywołała gwałtowne reakcje publiczności, prasy, a nawet parlamentu włoskiego, kiedy niezadowolona z chłodnej reakcji publiczności, spowodowanej niedyspozycją śpiewaczki, przerwała po pierwszym akcie spektakl Normy i odmówiła powrotu na scenę, czyniąc to mimo obecności na widowni prezydenta Włoch.

## Partie operowe – występy i nagrania
Callas wystąpiła w 41 operach i dwóch operetkach, ponadto nagrała w studiu 4 opery, w których nigdy nie pojawiła się na scenie. Łącznie nagrała w studiu 22 opery, niektóre dwukrotnie; zachowały się także liczne nagrania na żywo o różnej jakości technicznej.
| Kompozytor                | Tytuł opery           | Partia       | Pierwszy występ | Ostatni występ | Liczba występów | Nagrania na żywo                                 | Nagrania studyjne        |
| ------------------------- | --------------------- | ------------ | --------------- | -------------- | --------------- | ------------------------------------------------ | ------------------------ |
| Pietro Mascagni           | Rycerskość wieśniacza | Santuzza     | 1939            | 1944           | b.d.            |                                                  | 1953 (EMI)               |
| Giacomo Puccini           | Siostra Angelica      | Angelica     | 1940            | 1940           | 1               |                                                  |                          |
| Franz von Suppé           | Boccaccio             | Beatrycze    | 1941            | 1941           | b.d.            |                                                  |                          |
| Giacomo Puccini           | Tosca                 | Floria Tosca | 1942            | 1965           | 55              | 1950, 1951, 1952, 1964, 1965 (3)                 | 1953 (EMI), 1964 (EMI)   |
| Eugen d’Albert            | Niziny                | Marta        | 1944            | 1945           | 8               |                                                  |                          |
| Manolis Kalomiris         | Budowniczy            | Smaragda     | 1944            | 1944           | 2               |                                                  |                          |
| Ludwig van Beethoven      | Fidelio               | Leonora      | 1944            | 1944           | b.d.            |                                                  |                          |
| Karl Millöcker            | Student żebrak        | Laura        | 1945            | 1945           | 8               |                                                  |                          |
| Amilcare Ponchielli       | Gioconda              | Gioconda     | 1947            | 1953           | 13              |                                                  | 1952 (Cetra), 1959 (EMI) |
| Richard Wagner            | Tristan i Izolda      | Izolda       | 1947            | 1950           | 12              |                                                  |                          |
| Giuseppe Verdi            | Aida                  | Aida         | 1948            | 1953           | 30              | 1950, 1951, 1953                                 | 1955 (EMI)               |
| Vincenzo Bellini          | Norma                 | Norma        | 1948            | 1965           | 84              | 1950, 1952, 1952, 1955 (2), 1958, 1964, 1965 (3) | 1954 (EMI), 1960 (EMI)   |
| Giacomo Puccini           | Turandot              | Turandot     | 1948            | 1949           | 24              |                                                  | 1957 (EMI)               |
| Giuseppe Verdi            | Moc przeznaczenia     | Leonora      | 1948            | 1948           | 4               |                                                  | 1954 (EMI)               |
| Richard Wagner            | Parsifal              | Kundry       | 1949            | 1950           | 5               | 1950                                             |                          |
| Richard Wagner            | Walkiria              | Brunhilda    | 1949            | 1949           | 6               |                                                  |                          |
| Vincenzo Bellini          | Purytanie             | Elwira       | 1949            | 1955           | 16              | 1951                                             | 1953 (EMI)               |
| Giuseppe Verdi            | Nabucco               | Abigail      | 1949            | 1949           | 3               | 1949                                             |                          |
| Giuseppe Verdi            | Trubadur              | Leonora      | 1950            | 1955           | 30              | 1951, 1953                                       | 1956 (EMI)               |
| Gioacchino Rossini        | Turek we Włoszech     | Fiorilla     | 1950            | 1955           | 9               |                                                  | 1954 (EMI)               |
| Giuseppe Verdi            | Nieszpory Sycylijskie | Elena        | 1951            | 1952           | 11              | 1951                                             |                          |
| Joseph Haydn              | Orfeusz i Eurydyka    | Eurydyka     | 1951            | 1951           | 2               |                                                  |                          |
| Giuseppe Verdi            | Traviata              | Violetta     | 1951            | 1958           | 58              | 1951, 1952, 1955, 1956, 1958 (2)                 | 1953 (Cetra)             |
| Gaetano Donizetti         | Łucja z Lammermooru   | Łucja        | 1952            | 1959           | 43              | 1952, 1954, 1955 (2), 1956, 1957                 | 1953 (EMI), 1959 (EMI)   |
| Wolfgang Amadeus Mozart   | Uprowadzenie z seraju | Konstancja   | 1952            | 1952           | 4               |                                                  |                          |
| Gioacchino Rossini        | Armida                | Armida       | 1952            | 1952           | 3               | 1957                                             |                          |
| Giuseppe Verdi            | Rigoletto             | Gilda        | 1952            | 1952           | 2               | 1952                                             | 1955 (EMI)               |
| Giuseppe Verdi            | Makbet                | Lady Makbet  | 1952            | 1952           | 5               | 1952                                             |                          |
| Luigi Cherubini           | Medea                 | Medea        | 1953            | 1962           | 31              | 1953, 1958, 1959, 1961                           | 1957 (EMI)               |
| Christoph Willibald Gluck | Alcesta               | Alcesta      | 1954            | 1954           | 3               | 1954                                             |                          |
| Giuseppe Verdi            | Don Carlos            | Elżbieta     | 1954            | 1954           | 5               |                                                  |                          |
| Arrigo Boito              | Mefistofeles          | Małgorzata   | 1954            | 1954           | 3               |                                                  |                          |
| Gaspare Spontini          | Westalka              | Julia        | 1954            | 1954           | 5               | 1954                                             |                          |
| Ruggero Leoncavallo       | Pajace                | Nedda        |                 |                |                 |                                                  | 1954 (EMI)               |
| Giacomo Puccini           | Madame Butterfly      | Cio-cio-san  | 1955            | 1955           | 3               |                                                  | 1955 (EMI)               |
| Umberto Giordano          | Andrea Chénier        | Magdalena    | 1955            | 1955           | 6               | 1955                                             |                          |
| Vincenzo Bellini          | Lunatyczka            | Amina        | 1955            | 1957           | 22              | 1955, 1957 (2)                                   | 1957 (EMI)               |
| Gioacchino Rossini        | Cyrulik sewilski      | Rozyna       | 1956            | 1956           | 5               | 1956                                             | 1957 (EMI)               |
| Umberto Giordano          | Fedora                | Fedora       | 1956            | 1956           | 6               |                                                  |                          |
| Giacomo Puccini           | Cyganeria             | Mimi         |                 |                |                 |                                                  | 1956 (EMI)               |
| Gaetano Donizetti         | Anna Boleyn           | Anna         | 1957            | 1958           | 12              | 1957                                             |                          |
| Christoph Willibald Gluck | Ifigenia na Taurydzie | Ifigenia     | 1957            | 1957           | 4               | 1957                                             |                          |
| Giuseppe Verdi            | Bal maskowy           | Amelia       | 1957            | 1957           | 5               | 1957                                             | 1956 (EMI)               |
| Giacomo Puccini           | Manon Lescaut         | Manon        |                 |                |                 |                                                  | 1957 (EMI)               |
| Vincenzo Bellini          | Pirat                 | Imogena      | 1958            | 1959           | 7               | 1959                                             |                          |
| Gaetano Donizetti         | Poliuto               | Paulina      | 1960            | 1960           | 5               | 1960                                             |                          |
| Georges Bizet             | Carmen                | Carmen       |                 |                |                 |                                                  | 1964 (EMI)               |

## Filmy

### Filmy dokumentalne poświęcone Marii Callas
- 1958 Maria Callas: Débuts à Paris, Francja,?? min., reż. Roger Benamou
- 1962 Maria Callas in Concert – Hamburg, 16 March 1962, RFN, 119 min.
- 1964 Maria Callas at Covent Garden, Wielka Brytania, 70 min., reż Franco Zeffirelli
- 1968 Maria Callas Porträt, RFN, 17 min., reż. Werner Schroeter
- 1978 Callas: A Documentary, Kanada, 100 min. reż. John Ardoin
- 1987 Maria Callas: La Divina – A Portrait, Wielka Brytania,?? min., reż. Tony Palmer
- 1987 Maria Callas: Life and Art, Wielka Brytania, 90 min., reż Alan Lewens, Alistair Mitchell
- 2004 Maria Callas: Living and Dying for Art and Love, Wielka Brytania, 58 min., reż. Steve Cole
- 2007 Callas assoluta, Francja, Grecja, Australia, 98 min., reż. Philippe Kohly
- 2007 I Ellinida Maria Kallas, Grecja, 90 min., reż. Tasos Psarras
- 2017 Maria Callas (Maria by Callas), Francja 2017, 113 min., reż. Tom Volf

### Filmy dokumentalne z udziałem Marii Callas
- 1962 President Kennedy’s Birthday Salute, USA,?? min.
- 1967 Our World, Wielka Brytania i inne, 120 min, reż. Derek Burrell
- 1997 Great Moments in Opera, USA,?? min.
- 2002 Visconti, Wielka Brytania, 106 min., reż. Adam Low
- 2006 Queens of Heartache, Wielka Brytania, 59 min., reż. Jill Nicholls

### Filmy fabularne z udziałem Marii Callas
- 1968 Mona Lisa, RFN, 35 min., reż. Werner Schroeter
- 1968 Callas Walking Lucia, RFN, 3 min., reż. Werner Schroeter
- 1969 Medea, Włochy, Francja, RFN, 110 min, reż. Pier Paolo Pasolini, Maria Callas wystąpiła jako Medea
- 1971 Gala 71, Francja, 75 min., reż. Claude Barrois

### Filmy fabularne o Marii Callas
- 1988 Onassis (Onassis: The Richest Man in the World), USA, Hiszpania, 120 min., reż. Waris Hussein, jako Maria Callas wystąpiła Jane Seymour
- 2002 Wieczna Callas (Callas Forever), Włochy, Francja, Hiszpania, Wielka Brytania, Rumunia, 108 min, reż. Franco Zeffirelli, jako Maria Callas wystąpiła Fanny Ardant
- 2005: Callas i Onassis (Callas e Onassis), Włochy, Francja, 200 min., reż. Giorgio Capitani, jako Maria Callas wystąpiła Luisa Ranieri
- 2012(?) Master Class, USA,?? min., reż. Faye Dunaway, jako Maria Callas wystąpiła Faye Dunaway
- 2024: Maria Callas, Niemcy, USA, Zjednoczone Emiraty Arabskie, Włochy, 123 min., reż. Pablo Larraín, jako Maria Callas wystąpiła Angelina Jolie

### Filmy fabularne, w których Maria Callas jest postacią marginesową
- 1999 Der große Bagarozy, Niemcy, 101 min., reż. Bernd Eichinger, jako Maria Callas (która tu jest zjawą) wystąpiła Nezâ Selbuz
- 2000 Jackie Bouvier Kennedy Onassis, USA, 95 min., reż. David Burton Morris, jako Maria Callas wystąpiła Leslie Cottle
- 2012 Pasolini, la verità nascosta, Włochy,?? min., reż. Federico Bruno, jako Maria Callas wystąpiła Lucia Aliberti
- 2014 Grace księżna Monako (Grace of Monaco), Francja, USA, Begia, Włochy, Szwajcaria, 103 min., reż. Oliver Dahan, jako Maria Callas wystąpiła Paz Vega

## Znaczki pocztowe, monety pamiątkowe itp.
- 1980 Grecja: znaczek pocztowy w serii EUROPA – wybitne osobistości o nominale 14 drachm (Michel1312)
- 1997–2002 kampania reklamowa Apple Inc. zatytułowana „Think Different”, honorująca m.in. zasługi Marii Callas
- 2007 Grecja: moneta pamiątkowa z okazji 30. rocznicy śmierci o nominale 10 €, srebro 925, masa 9,75 g, nakład 3000 sztuk (Krause/Mishler 224)